# Стейси Силвър
Стейси Силвър (на английски: Stacy Silver) е артистичен псевдоним на чешката порнографска актриса и режисьор на порнографски филми Данечка Мандатова (Danecka Mandatova), родена на 7 юни 1981 г.

## Награди и номинации
Носителка на награди
- 2004: Ninfa награда на Международния еротичен филмов фестивал в Барселона за най-добра секс сцена – „4 Sisters“.[4]

Номинации
- 2003: Номинация за AVN награда за най-добра секс сцена в чуждестранна продукция.[5]
- 2003: Номинация за Ninfa награда на Международния еротичен филмов фестивал в Барселона за най-добра звезда.[3][6]
- 2004: Номинация за AVN награда за жена чуждестранен изпълнител на годината.[7]
- 2004: Номинация за Ninfa награда на Международния еротичен филмов фестивал в Барселона за най-добра звезда.[3][6]
- 2004: Номинация за Европейска X награда на Брюкселския международен фестивал на еротиката за най-добра актриса на Чехия.[8]
- 2005: Номинация за AVN награда за най-добра секс сцена в чуждестранна продукция.[9]
- 2006: Номинация за AVN награда за жена чуждестранен изпълнител на годината.[10]
- 2007: Номинация за AVN награда за най-добра секс сцена в чуждестранна продукция.[11]
- 2007: Номинация за AVN награда за най-добра POV секс сцена – заедно с Дилън за изпълнението им на сцена във филма „Chew on My Spew 3“.[12]